# Planisticus latesulcatus
Planisticus latesulcatus är en skalbaggsart som först beskrevs av Leon Fairmaire 1887.  Planisticus latesulcatus ingår i släktet Planisticus och familjen långhorningar.
Artens utbredningsområde är Madagaskar. Inga underarter finns listade i Catalogue of Life.